# Chitinamit
Chitinamit (ou Chitinamit-Chujuyup) est un site archéologique maya situé au Guatemala dans le département du Quiché.

## Découverte
Le site est découvert en 1977 par Kenneth Brown de l'Université de Houston.